# Acollesis umbrata
Acollesis umbrata là một loài bướm đêm trong họ Geometridae.